# Alumni Athletic Club
Le Alumni Athletic Club est un club sportif argentin basé dans la province de Buenos Aires en Argentine dans Belgrano, un des quartiers de la ville de Buenos Aires, capitale de l'Argentine. Fondé à l'origine comme un club de football, le club est dissous en 1911 et renaît en 1951 comme une équipe de rugby à XV. L'équipe est membre de l'Unión de Rugby de Buenos Aires. Elle a remporté le championnat de l'URBA en 1989, 1990, 1991, 1992, 2001.

## Histoire
Le club est fondé en 1891, avec le nom de Buenos Aires English High School. Alumni est à l'origine un club de football, qui est créé dans le collège English High School de Buenos Aires et qui connaît une grande renommée pour la qualité exceptionnelle de son jeu. Le club est l'équipe la plus brillante de l'ère amateur du football argentin, remportant 10 des 14 championnats qu'elle dispute. Le club participe également au championnat inaugural Association Football League (AAFL) en 1893, et il le dispute encore en 1895 et 1900, sous le nom de English High School. En 1901, il change de nom pour devenir Alumni et continue à disputer le championnat jusqu'à la dissolution en 1911. Le club est dissous pour deux raisons, la première était le manque de joueurs car l'équipe recrute exclusivement ou presque dans l'institution de l'English High School. La seconde raison essentielle est que le club perd beaucoup d'argent, aussi le club disparaît en 1912.
Maintenu comme un club social longtemps, Alumni créa une équipe de jeunes de rugby à XV en 1951, qui obtint de bons résultats. En 1960 le club présenta une équipe sénior qui remporta la troisième division de la ligue l'Unión de Rugby de Buenos Aires, rejoignant la deuxième division. Le club parvint plus tard en première division et remporta 5 titres; 4 le furent consécutivement entre 1989 et 1992, le cinquième et dernier date de 2001.
Des internationaux argentins ont commencé leur carrière dans ce club comme Alberto Vernet Basualdo qui y joue en 2006-2007 et rejoint le Stade toulousain l'année suivante.

## Palmarès

### Football
Le club a remporté 10 titres de champion en 14 participations. Malgré le nombre réduit de championnats disputés (14), ils ont encore aujourd'hui le 6e palmarès de l'histoire du football argentin si l'on intègre au palmarès les titres amateurs.
| Position | Club                    | Championnats |
| -------- | ----------------------- | ------------ |
| 1        | River Plate             | 38           |
| 2        | Boca Juniors            | 35           |
| 3        | Racing Club             | 18           |
| 4        | CA Independiente        | 16           |
| 5        | San Lorenzo de Almagro  | 15           |
| 6        | Alumni AC               | 10           |
| 7        | Vélez Sársfield         | 10           |
| 8        | Estudiantes de La Plata | 6            |
| 9        | Newell's Old Boys       | 6            |
| 10       | CA Huracán              | 5            |

- 1893 - 4e sur 5 équipes
- 1895 - 6e sur 6 équipes
- 1900 - Champions (Changement de nom: Alumni)
- 1901 - Champions
- 1902 - Champions
- 1903 - Champions
- 1904 - 2nd sur 6 équipes
- 1905 - Champions
- 1906 - Champions
- 1907 - Champions
- 1908 - 2nd sur 10 équipes
- 1909 - Champions
- 1910 - Champions
- 1911 - Champions (dissoute)

### Rugby à XV
- Champion de l'URBA en 1989, 1990, 1991, 1992, 2001
- Vainqueur du Nacional de Clubes en 2002
- Vice-champion Nacional de Clubes en 1996 et 2001

## Joueurs emblématiques

### Football
- Jorge Gibson Brown

### Rugby à XV
Ils ont porté le maillot des Pumas :
- Jaime Arocena Mesones
- Miguel Avramovic
- Alberto Vernet Basualdo (2006-2007)